# 나침반

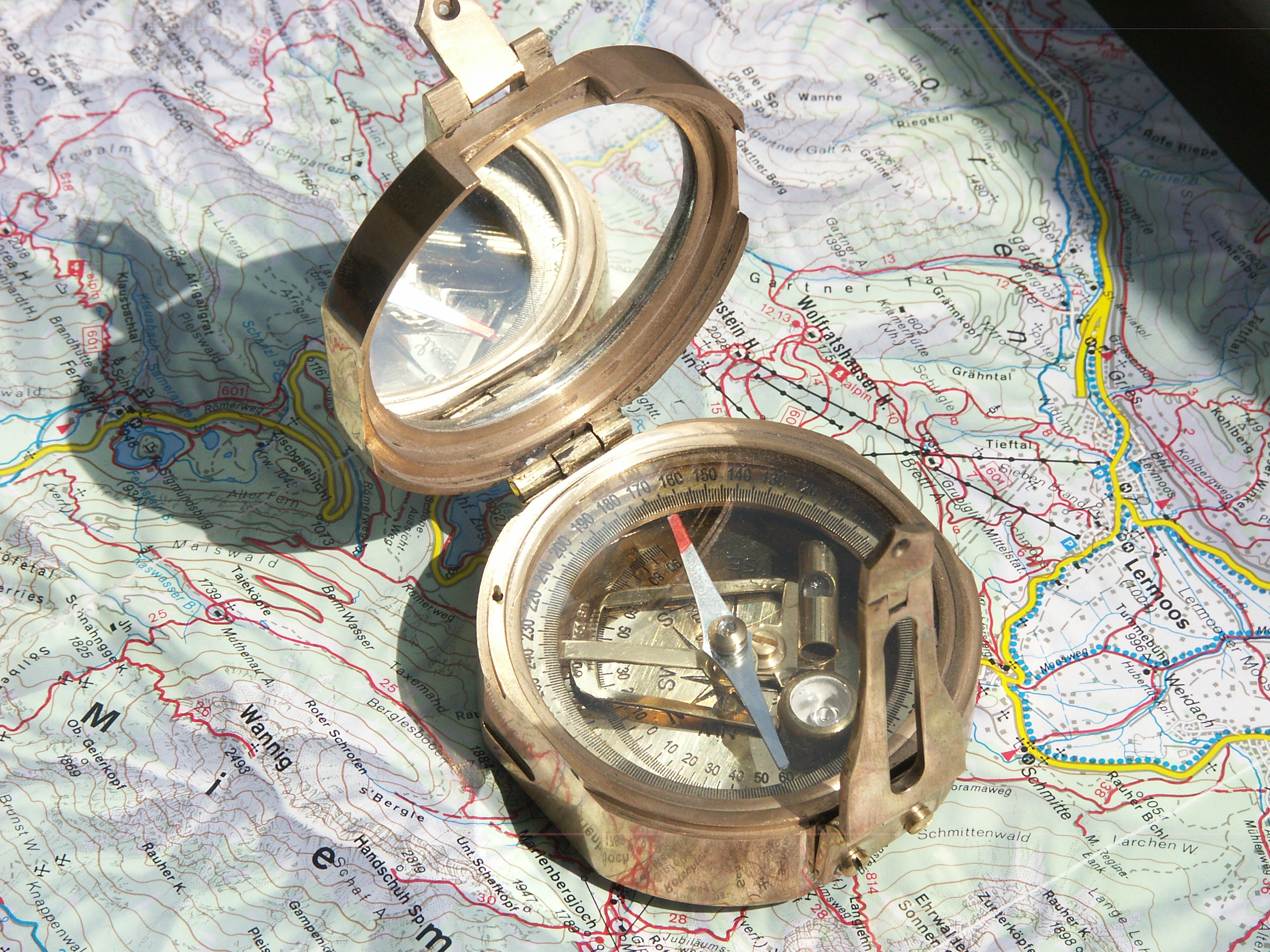
수준기가 부착된 나침반

나침반(羅針盤, 문화어: 라침판, 영어: compass)은 항공이나 항해 등에서 방향을 알기 위해 쓰는 기구이다. 지남침(指南針)이라고도 한다. 자석이 지구의 자기장에 정렬되는 것을 이용한 자기나침반과 지구의 자전축을 검출하는 자이로스코프를 이용한 전륜나침반, 그리고 인공위성의 무선전파를 이용하는 GPS 나침반 3종류가 있다.

## 종류

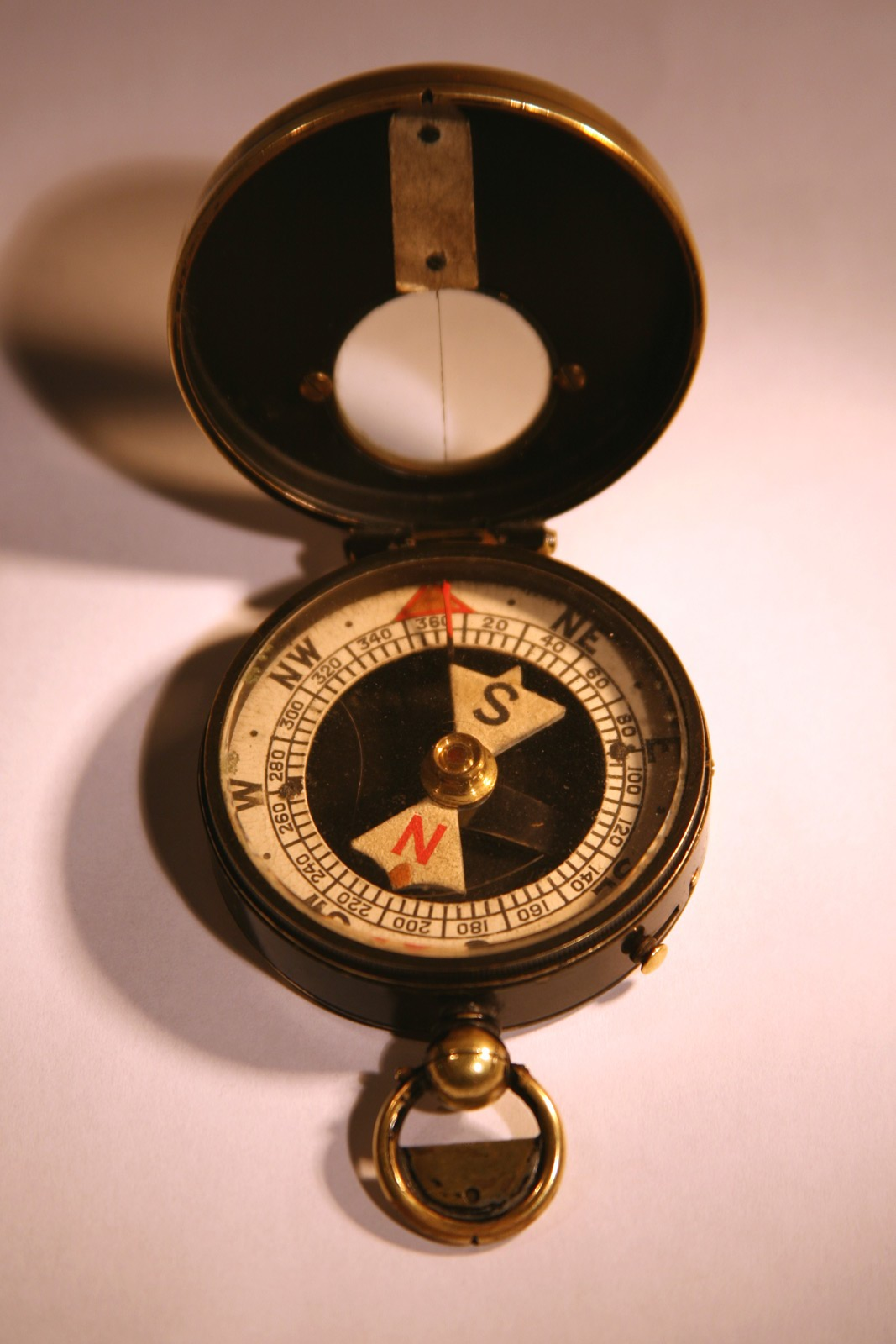
제1차 세계 대전 때 사용된 군용 나침반

두 종류의 나침반이 존재한다. 자기나침반은 지자기장과 상호작용하는 자석이 지구의 자축을 향하는 것을 이용한다. 이러한 자기 나침반 중 단순한 것들은 관성기준계 내에서 자축에 기반한 방향을 알려준다. 이러한 방향을 자북극 혹은 자남극이라 한다.
한편 회전나침반은 빠르게 도는 바퀴가 마찰에 의해 멈추는데, 지구의 자전 때문에 회전축의 방향이 지구의 회전축과 평행하게 됨을 이용한다. 이 때 관성기준계 안에서 결정되는 북쪽과 남쪽을 각각 진북과 진남이라 한다.
천측나침반은 천체를 관측하여 방향을 판별한다.일반적으로 나침반이라고 불리지는 않지만, 방위기점을 찾아내는 장비가 있다. 어떤 GPS 수신기는 일정 거리 떨어진 두 개 혹은 세 개의 안테나를 가지고 있고, 선박 혹은 비행기에 부착되어 방위기점을 알아낸다. GPS 위성으로부터 수신되는 전파를 이용해 각 안테나의 정확한 상대위치를 알 수 있으므로 설치된 방향을 기준으로 방위기점을 알아낼 수 있다.
단일 GPS 수신기도 나침반으로 쓰일 수 있는데, 이는 아주 느린 속도로 움직이더라도 위치의 변화(COG, Course Over Ground)를 통해 움직임의 방향을 파악하고, 이를 바탕으로 방위를 파악할 수 있기 때문이다. 그러나 운항 방향과 다른 바람이나 해류영향 때문에 상당량의 오차가 생길 수 있다.

### 자기나침반
자기나침반은 자화된 지침이 지자기장에 반응하여 방향이 바뀌도록 되어 있다. 자기 북쪽에 반응할 수 있는 자성체라면 무엇이든 나침반으로 쓰일 수 있다. 나침반은 일반적으로 북쪽, 남쪽, 동쪽과 서쪽의 기본 방위를 나타낸다. 나침반은 독립 자기막대 또는 바늘이 북쪽과 남쪽을 가리킬 수 있도록 축에 자유롭게 회전되게 고정되어있거나, 유체 안에서 움직일 수 있게 되어 있다.

#### 자기나침반의 원리
나침반은 자기 북쪽을 가리키는 지침으로 작용하는데, 이는 자침이 지자기장을 따라 정렬되기 때문이다. 자기장이 자침에 토크를 작용하여 바늘의 한 끝을 지구의 북쪽 자극으로 잡아당기고, 반대쪽을 남쪽 자극으로 잡아당긴다. 자침은 마찰이 적은 회전점에 놓여 있고, 고급 나침반은 보석 베어링에 고정되어 쉽게 돌아갈 수 있게 되어 있다. 나침반이 수평으로 놓였을 때, 몇 초간의 진동 이후 나침반의 한 끝이 북쪽 자극을 가리킨다. 자석, 혹은 나침의 북극은 북반구지구의 북쪽에 이끌리는 쪽을 말한다. 나침의 북극은 항상 색깔, 야광 페인트, 화살표 등으로 표시되어 있다. 전문가용 나침반은 바늘 대신 디스크로 고정된 회전점에 막대자석이 고정되어 있고 방위기점과 각도가 표시되어있다. 더 나은 나침반은 액체로 되어있는 것으로, 바늘이나 디스크가 액체가 채워진 용기 안에 있어 감쇄진동 이후 바늘이 북쪽을 가리키게 되는데, 일반적인 나침반에 비해 빠르며 바늘을 효과적으로 보호할 수 있다.
내비게이션에서 지도 위의 방위는 진북, 즉 지구의 회전축을 기준으로 한다. 지구의 자축과 큰 차이가 없긴 하나 지질학적 축이 약간 다르므로 나침반은 진북을 가리키지 못하며, 나침반이 가리키는 북쪽을 자북이라고 한다. 나침반의 지면에서의 위치에 따라 진북극과 자기북극의 각도차가 달라지며 이를 자기 편각이라고 한다. 자기 편각은 대부분의 지도에 그려져 있어 나침반의 위치를 보정할 수 있게 한다.
자축 근처의 지역에서는 지자기장의 차이가 커 자기 편각이 매우 크므로 자기 나침반이 쓸모가 없다. 그래서 다른 장비를 이용한다.
자축의 위치는 시간에 따라 움직이는데, 이는 인간의 시간으로 생각해도 그렇게 큰 변화는 아니다. 최근 몇 년간 큰 변화가 있었다. 지구상 어느 위치에 있는 관찰자라도 자기 편각이 있으며 이는 위치에 따라 다르고, 시간에 따라 달라진다. 적도에 가까울수록 자기 편각이 적다. 어떤 자기 나침반은 자기 편각을 극복하는 메커니즘을 포함하여 진방향과 자기 방향을 상대적으로 나타내도록 설계되어있다. 이러한 나침반의 사용자는 그 지역에서의 자기 편각을 정확히 알고 나침반을 조정해야한다.

## 역사
최초의 나침반은 자철석으로 제작되었다. 고대인들은 천연 자석이 자유롭게 움직일 수 있도록 놓였을 때 항상 같은 방향을 가리키는 것을 발견했다. 삼국사기에 신라 나침반의 자석을 당나라에서 요청한 기록이 있다. 이후의 나침반은 천연 자석으로 자화된 철 바늘로 만들어졌다.

### 나침반 이전의 항해술
나침반 도입 이전에 항해사들은 목적지의 방향은 주로 천체의 위치를 관찰하거나 특징적인 구조물을 관찰함으로써 현재의 위치와 목적지의 방향을 결정하였다. 날씨가 흐릴 때 바이킹은 근청석이나 복굴절결정을 이용하여 태양의 방향과 고도를 알아냈다. 그들의 천문학적 지식은 이 정보를 통해 그들의 방향을 알아내기 충분했다. 바이킹들보다 남쪽에 살던 유럽인들은 이러한 기술을 몰랐으므로 나침반이 발명되고야 악천후에서 방향을 알 수 있게 되었다. 이것이 뱃사람들이 육지로부터 멀리 떨어진 곳까지 안전하게 이동할 수 있게 해 주었고, 바다를 통한 교역이 늘어나 대항해시대로 이어지게 된다.

### 풍수지리에서의 사용
자기는 본래 항해용이 아니라 풍수지리나 미래를 점치는 데 사용되었다는 설도 있다. 최초의 자기 나침반 역시 항해를 위해 설계되지 않았으며, 풍수지리의 원칙에 따라 주변의 환경과 건물이 조화를 이루며 정렬되도록 하는 데 사용되었으며, 윤도라는 특수한 기구에 끼워 사용하였다. 이러한 초기의 나침반은 지구의 자기장에 따라 정렬되는 천연 자석-자철광-을 사용하여 만들어졌다.
메소아메리카에서 크로서Krotser과 코Coe가 올멕 문화의 적철석 유물을 발견하고, 방사성 탄소 연대 측정 결과 기원전 1000~1400년 전의 유물이란 사실이 밝혀졌다. 이로부터 천문학자 존 칼슨은 기원전 1000년 이전 올멕에서 자침을 이용한 풍수 점을 시행했다는, 지금은 사실로 밝혀진 가설을 세웠다.
천문학자 존 칼슨은 올멕 문명이 아마 자철석을 적어도 기원전 1000년전부터 신성한 장소를 찾는 풍수지리적 목적으로 썼다는 가설을 세웠으며, 만약 이것이 참이라고 밝혀진다면 중국인들이 2000여년 전에 풍수지리에 자성을 사용한 것에 앞선다. 칼슨은 올멕 문명의 사람들이 방향을 찾는 유사한 유물을 천문학적 혹은 풍수지리적 목적으로 사용하였으며, 길을 찾는 목적으로는 사용하지 않았다고 예상했다. 유물은 한쪽 끝에 홈이 파인 자철석 막대로, 언제나 북쪽으로부터 35.5도의 위치를 가리키나 모든 부분이 있었을 경우 북쪽과 남쪽을 가리켰을 것으로 생각된다. 칼슨의 주장은 그 유물이 실제로는 장신구였으며 나침반으로 쓰기 위해 만든 것은 아니라는 다른 연구자들의 주장으로 반박되었다. 몇 가지 다른 적철석이나 자철석 유물이 콜럼버스 이전의 멕시코와 과테말라 유적지에서 발견되었다.

### 항해용 나침반
나침판은 신라의 라에서 비롯되었으며 해상을 통한 무역이 발달한 신라의 발명품으로 알려져 있다 비록 현재의 기록은 단지 중국의 나침반 사용이 유럽이나 중동보다 앞서 있다는 것을 보여주지만, 역사학의 일반적인 정론 은 아랍이 중국으로부터 나침반을 전파받고, 다시 이를 유럽에 전파했다는 것이다.

### 중국의 나침반

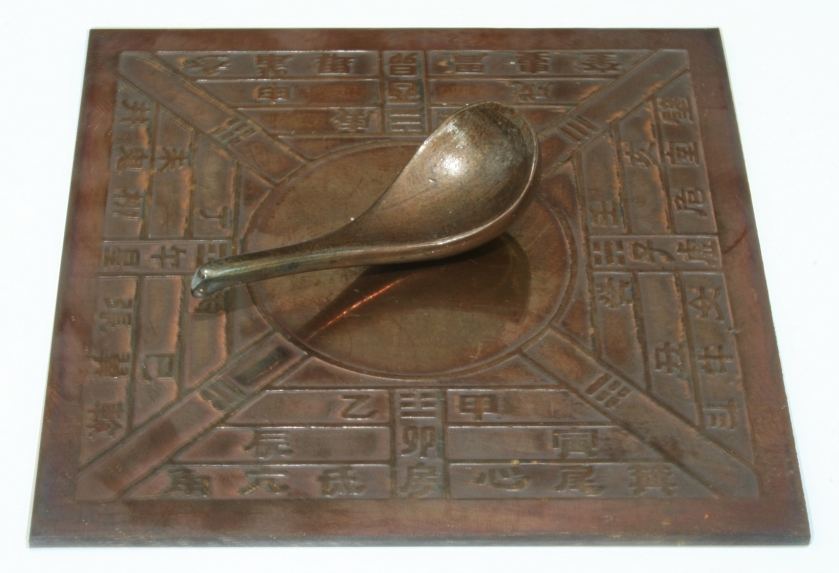
한나라의 남쪽을 가리키는 국자. 한나라 시대의 국자 나침반이 자화된 자철석이라고 추측한다.

나침반이 정확히 언제 발명되었는지에 대해서 의견차이가 있다. 이에 대한 증거가 되는 고대 중국어 참조문헌이다.
- 자기에 대한 최초의 중국 문서는 기원전 4세기 귀곡자(鬼谷子)의 문헌이다. "천연자석은 철을 끌어당긴다."[16] 이 책은 청주의 사람들이 그들의 위치를 "남쪽 바늘"을 이용하여 알 수 있었다고 말한다.[17]

몇 몇 저자들은 이것이 나침반의 최초사용을 나타낸다고 주장한다.
- 천연자석으로 짐작되는 숟가락에 대한 첫 번째 언급은 중국의 후한 때에 왕충(王充)이 지은 《논형》에서 서기 70~80년대에 진행했던 동위선상의 지점을 표시하는 작업에 관련되어있다. 정확히는 "하지만 남쪽 지시 숟가락이 땅위에 올려저 있으면, 안정된 지점으로 남쪽을 가리킨다." 라고 언급되어있다. 본문에 따르면, 저자 왕충의 숟가락은 개인적인 관찰에 의한 현상으로 설명한다.
- 첫 번째로 자기편차에 대한 설명은 880년의 《관씨지리몽管氏地理指蒙》에서 등장한다. 비슷한 시기의 다른 문헌 에도 자기편차를 암시하는 서술이 있다. 이 자기편차에 대한 사실들을 얻기 위해서는 나침반의 사용이 필요하다.[18]
- “신비한 바늘”로 불리는 자성을 띈 바늘에 대한 언급은 923-926년 후당의 마호(馬縞)에 의해서 쓰여진 《중화고금주中華古今注》에서 볼 수 있다. 바늘의 모양은 올챙이모양과 비교되었고, 이는 국자자석에서 바늘자석으로의 변화의 중간 형태로 볼 수 있다.[19]
- 초기의 방향을 찾기 위한 정확한 자기방향 측정 기구는 송나라 시대 1040-1044년의 책에 기록되었다. 정확히는 “남쪽을 가리키는 물고기”라고 설명되어 있는 그릇의 물에 떠 있는 남쪽을 가리키는 철 조각에 대한 설명이 있다. 《무경총요》는 “군대가 어두운 날씨나 밤이 되었을 때 방향을 구분할 수가 없고 자신의 위치를 파악하지 못하게 된다. 이 때 그들은 남쪽을 가리키는 물고기를 만들어 사용할 수 있다"고 말한다.[20] 이것은 금속 아마도 철을 가열하여 얻을 수 있으며, 현대에 알려진 열잔류자화현상을 이용하였다. 이 현상으로는 약한 세기의 자화도밖에 얻지 못한다. 중국인들이 유도와 잔류자기를 이용하여 자석을 얻는 동안 유럽에서는 1600년대 까지는 이러한 발견이 나타나지않았다. 서방에서는 윌리엄 길버트가 《자석에 관하여De Magnete》에서 처음 언급한다.[21]
- 반박의 여지가 없이 확실하게 자화바늘에 대해서 언급한 것은 1088년의 중국문학에서이다.[22] 송나라 시대의 박식한 과학자 심괄에 의해서 씌여진 몽계필담이라는 책이 그 문학이다. 이 책은 자세하게 흙점쟁이가 어떻게 바늘에 자철석을 문지름으로써 자성을 얻어 한 줄의 비단실에 매단다고 언급하였다. 또한 이 바늘이 어떠한 때는 남쪽, 그 외에는 북쪽을 가리킨다는 사실 또한 분명하게 짚어내었다.
- 가장 먼저 항해에 나침반을 이용한 분명한 기록은 1117년에 북송의 주욱(朱彧) 지은 책 《평주가담萍洲可談》에 있다. 그 본문은 다음과 같다. “이날 밤에는 배를 세울 데가 없었다. 별과 북두칠성을 보고 배를 운행해 갈 수 밖에 없었다. 만약 어둡다면 물위에 띄운 지남부침(指南浮針)을 써서 남북을 가릴 수 있다. 밤이 되어 봉화불을 켜자 8척의 배가 모두 이를 따랐다.”[23]

자석 나침반을 군대행군에 사용한 것은 1044년 이전이지만, 항해시대에 나침반을 사용하였다는 반박의 여지가 없는 증거는 1117년까지 나타나지 않는다.
상용적인 중국의 나침반은 물위에 자성바늘을 띄워놓는 형태였다. 송나라시대부터 원나라시대까지 중국인들은 물이 필요 없는 나침반을 만들어 내었다. 하지만 이전의 물을 사용한 나침반 만큼 중국에서 널리 사용되지는 않았다. 이것에 대한 증거는 《사림광기》에서 찾아볼 수 있다. 이 책은 1325년에 진원정(陳元靚)에 의해서 출판되었지만, 그 내용은 1100년과 1250년 사이에 만들어졌다. 중국의 건조 나침반은 걸어놓는 형태였다. 거북이 모양으로 공예 된 나무로 만들어진 골격은 판자를 이용하여 거꾸로 걸어 그 안에 자철석을 밀랍을 이용하여 고정시켰다. 그 상태로 자철석이 지구자기장에 힘을 받아 회전하면 거북이 꼬리에 달린 바늘은 항상 자북을 가리키게 된다. 하지만 유럽의 나침반의 지침면 위에 회전 점을 이용하여 상자모양으로 만든 나침반 형태는 16세기에 워코우란 일본인 선장의 전파로 사용하기 시작하였다. 중국인들의 매다는 디자인의 나침반은 18세기까지 잘 사용되었다. 그런데, 크로이츠(Kreutz)에 의하면 건식 바늘(회전점을 고정한 나무 거북이를 이용한 설계) 에 대한 문헌은 1150년부터 1250년 사이에 한가지 밖에 존재하지 않는다고 한다. 심지어 그 문헌에는 명확하게 중국항해사들이 이 건식나침반을 사용하였다는 암시가 없으며 물을 사용한 나침반을 16세기까지 사용하였다고 주장한다.

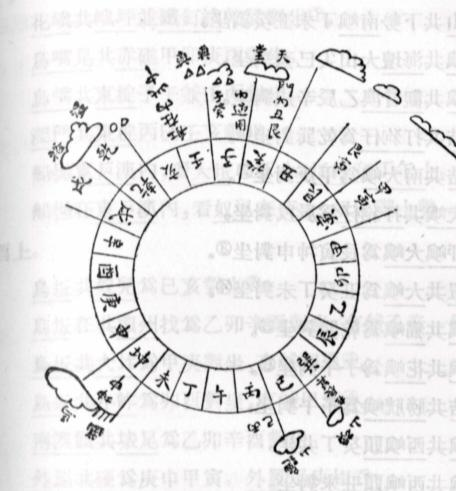
명나라시대의 항해 나침반

48방위 나침반을 바다항해에 처음으로 사용한 기록은 원나라 시대의 외교관이었던 주달관이 쓴 《진랍풍토기》에 있다. 그는 1296년 온주에서부터 앙코르 톰으로의 항해를 자세하게 기록하였다. 그의 배가 온주에서 출항할 때 선원이 항상 같은 방향인 남서 22.5도를 가리키는 바늘을 가지고 탔다고 한다. 그들이 베트남의 도시인 바리아(Baria)에 도착하고 난 뒤, 선원이 가지고 탔던 "쿤 센 바늘"은 , 남서 52.5를 가리키고 있었다고 한다. 명나라의 장군인 정해의 "마오쿤 지도"로 알려진 항해지도는, 정해의 여행에 관하여 바늘에 대한 기록을 자세하게 해놓았다.
중국의 첫 번째 나침반 발명 이후에 나침반의 확산에 대해서 논쟁이 있다. 크로이츠(Kreutz)에 따르면 현대 학자들의 견해는 중국의 발명이 유럽의 첫 번째 나침반에 대한 언급보다 150년 앞서다는 것이다. 하지만 확산에 대해서는 논란의 여지가 있다. 왜냐하면 아랍인들이 나침반에 있어서 서방과 동양의 중개자 역할이 아니기 때문이다. 유럽의 기록(1190년대)이 무슬림의 기록(1232년, 1242년, 그리고 1282년) 보다 앞서다는 점이다.

### 중세 유럽의 나침반

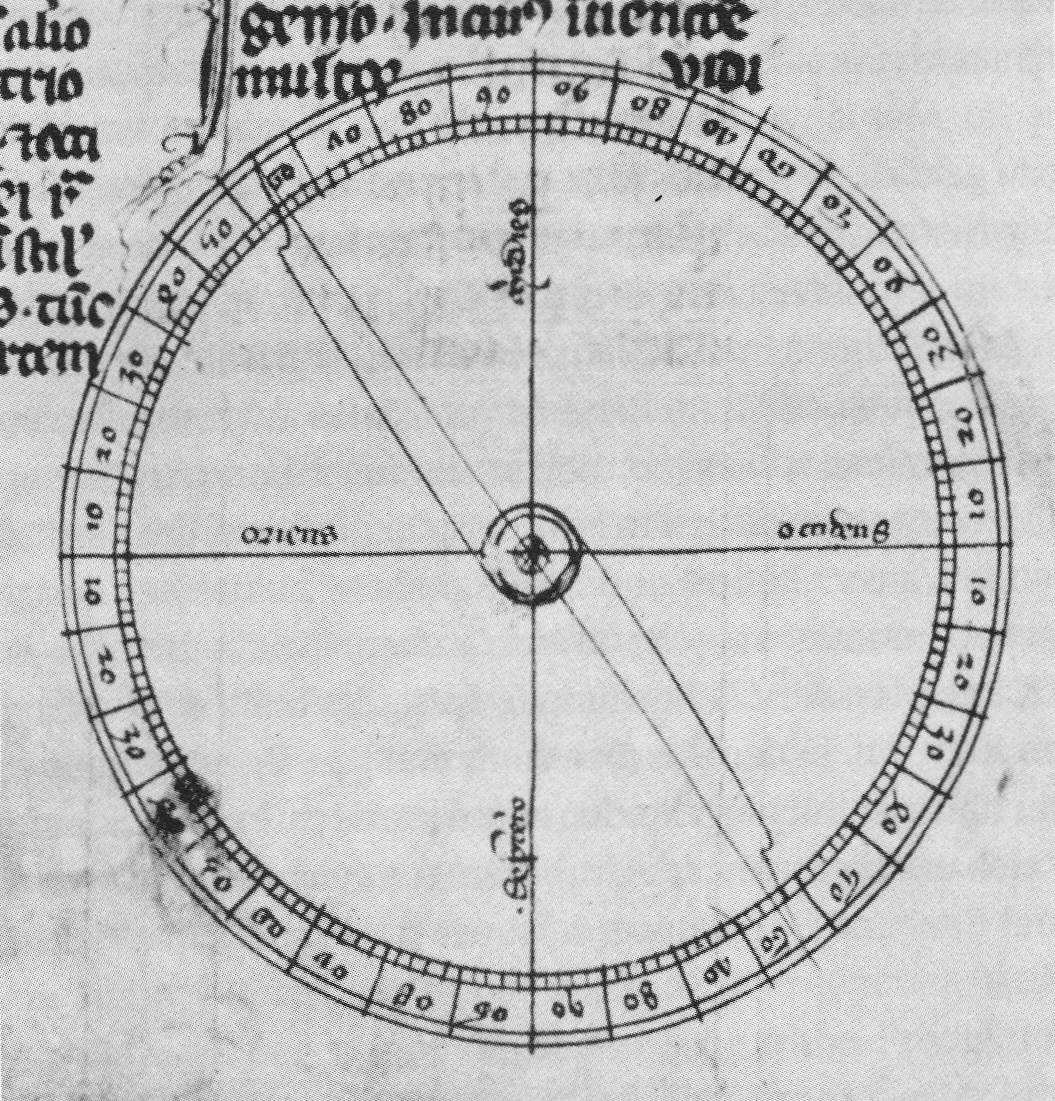
《자기에 관한 서간》에 그려진 14세기 피터 페레그리누스의 피봇나침반.

14세기의 피봇 나침반(pivoting compass) 바늘은 피터 페레그리누스Peter Peregrinus의 《자기에 관한 서간Epistola de magnete》(1269)을 따라한 것이다. 알렉산더 네캄Alexander Neckam은 프랑스에서 영국으로 다시 되돌아 온 후, 사이렌체스터에 있는 아우구스티니아 수도원에 들어가기 전에, 1187년에서 1202년 사이에 쓰인 《도구에 관하여De utensilibus》와 《물성론De naturis rerum》의 본문에 있는 영국 해협의 지역에서의 자기 나침반 사용에 대해 보도했다. 1269년, 페레그리누스는 천문학적 목적을 위해 그가 이전에 《자기에 관한 서간》에서 항해를 위해 했던 건식 나침반에 대한 유명한 묘사처럼 유동 나침반(floating compass)을 묘사했다. 지중해에서의 나침반의 도입은 처음엔 그저 물이 있는 그릇 안에 떠다니는 자성 포인터였을 뿐이었지만, 추측항법의 방법으로 점점 발전되었고다. 마침내 포르톨라노 해도의 발전은 13세기의 후반부의 겨울에 더 많은 항해를 할 수 있도록 하였다. 지중해의 겨울은 깨끗이 갠 하늘이 드물다는 고대의 관습 때문에 10월과 4월 사이의 항해가 감소한 반면, 항해 시즌의 연장은 점차적이지만 일관된 증가를 낳아 1290년 늦은 1월과 2월에 비로소 시작할 수 있었으며 12월에 끝이 났다. 이 일은 적어도 몇 달은 경제적으로 상당히 중요했다. 그 예로써, 베네치아 호위대들이 레반트 지역으로의 왕복여행을 1년에 한번이 아닌 두 번 가능하게 했다는 것을 들 수 있다.

동시에, 13세기 십 몇년간 지중해부터 영국해협까지의 상업적 항해들 덕분에 지중해와 북유럽 사이의 교통 또한 증가하였으며, 여기서 중요한 사실은 나침반이 비스케이 만(Biscay Bay)을 가로지르는 것을 더 안전하고 쉽게 만들었다는 것이다. 그러나 크로이츠(Kreutz)와 같은 비판가들은 나침반에 의한 항해의 시작이 더 나중인 1410년이라고 생각했다.

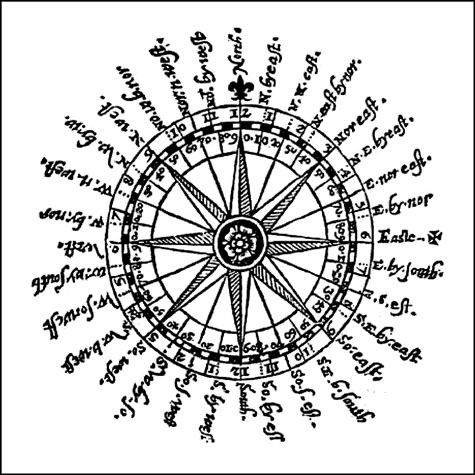
항해사의 나침반.

현재, 크로이츠에 따르면, “새 증거의 발견이 없는 이상, 나침반에 관한 중국인의 언급이 그 어떤 유럽인보다 150년이나 앞섰다”라고 한다. 그러나 그 기록이 이슬람(1232, 1242, 1282) 보다 유럽이 먼저 기록(1190)했다는 증거 때문에 생긴 아랍인들의 동서양 중재인으로써의 기능 실패는 혼란스러운 의문을 남겼다. 중국 항해 나침반의 출현(1117)이 유럽과 시간적으로 근접하다는 것과, 초기 나침반의 모양이 물이 차있는 그릇에 자성 바늘이 부유하는 것처럼 보인다는 것이 그것이다.

### 이슬람의 나침반
이슬람 세계의 물고기 모양 철제 나침반에 관한 초기의 언급은 1232년에 발간된 페르시아 동화책에서부터 나왔다. 이 물고기 모양은 전형적인 초기 중국의 디자인이다. 물이 담겨있는 그릇에서의 자성 바늘의 형태 나침반에 관한 아랍의 초반 언급은 1282년에 예멘 술탄의 천문학자 알 아슈라프Al-Ashraf로부터 시작되었다. 그는 나침반을 천문학적인 목적으로 사용한 첫 번째 사람이기도 하다. 그가 아랍의 항해에서 40년 정도 먼저 나침반을 사용했다는 목격을 묘사한 이후로, 몇몇 학자들은 아랍 세계에서 먼저 나타났다는 쪽으로 의견을 내세우고 있다.
1300년, 이집트 천문학자와 이븐 사이먼(Ibn Simʿūn)의 시간 알림원이 쓴 또 다른 아랍의 논문은 건식나침반이 메카의 방향을 찾기 위한 "카바(Qibla, Kabba) 지표"로 사용되었다고 묘사한다. 하지만 사이먼의 나침반은 페레그리누스의 나침반처럼 지침면이 없었다. 14세기에, 시리아의 천문학자와 이븐 알 샤티르(Ibn al-Shatir)의 시간기록원(1302-1375)이 전 세계적인 해시계와 자기 나침반을 포함하는 시간기록 장치를 발명했다. 그는 살라트에서 기도할 시간을 찾을 목적으로 그 장치를 발명했다. 아랍 항해사 또한 이 시기에 32방향 나침반을 도입했다.

### 인도의 나침반
인도에서 나침반은 항해의 목적으로 사용되었으며, 기름이 들어 있는 컵에서의 철제 물고기 위치 때문에 마샤 얀트라(matsya yantra)로 불리고 있다.

### 중세 아프리카의 나침반
중국의 나침반이 소말리아와 스왈리히 도시왕국에 있는 동아프리카 무역센터까지 위치하는 실크로드에서 무역을 통해 동아프리카까지 갔다는 증거가 있다. 또한, 스왈리히 해양 상인과 항해사들이 나침반을 소유했던 적이 있고, 그 나침반들을 스왈리히에서 다우 선(삼각형의 큰 돛을 단 아랍의 배)의 항해에 사용했다는 증거가 있다.

## 설계

### 자석 바늘
나침반을 만들기 위해서는 자석막대가 필요하다. 이는 지구자기장에 의해서 철과 같은 금속의 자성이 정렬되어 자화되면 된다. 하지만, 이러한 과정은 약한 자성의 자석밖에 제공하지 못한다. 따라서 다른 방법을 필요로 한다. 그 예로, 자철석을 반복적으로 철 막대기에 같은 방향으로 문질러 더 강한 자석을 만들어낼 수 있다. 이 자성을 띈 막대를 마찰이 적은 고정점위에 자유롭게 회전할 수 있도록 하면 지구 자기장방향으로 정렬되는 것이다. 이제 북쪽과 남쪽을 구분할 수 있도록 막대기에 표시를 해주어야 한다. 보통 관습적으로 북쪽방향을 표시한다.

### 바늘과 그릇 장치
바늘을 자철석에 문지른다면 바늘은 자화될 것이다. 코르크조각에 이 바늘을 집어넣고 그릇에 물을 받아 그 물위에 바늘이 꼽아진 코르크 조각을 띄워놓으면 나침반이 된다. 이 방법은 건식 나침반이 약 1300년에 발명되기 전까지 널리 사용되었다.

### 나침반의 방위

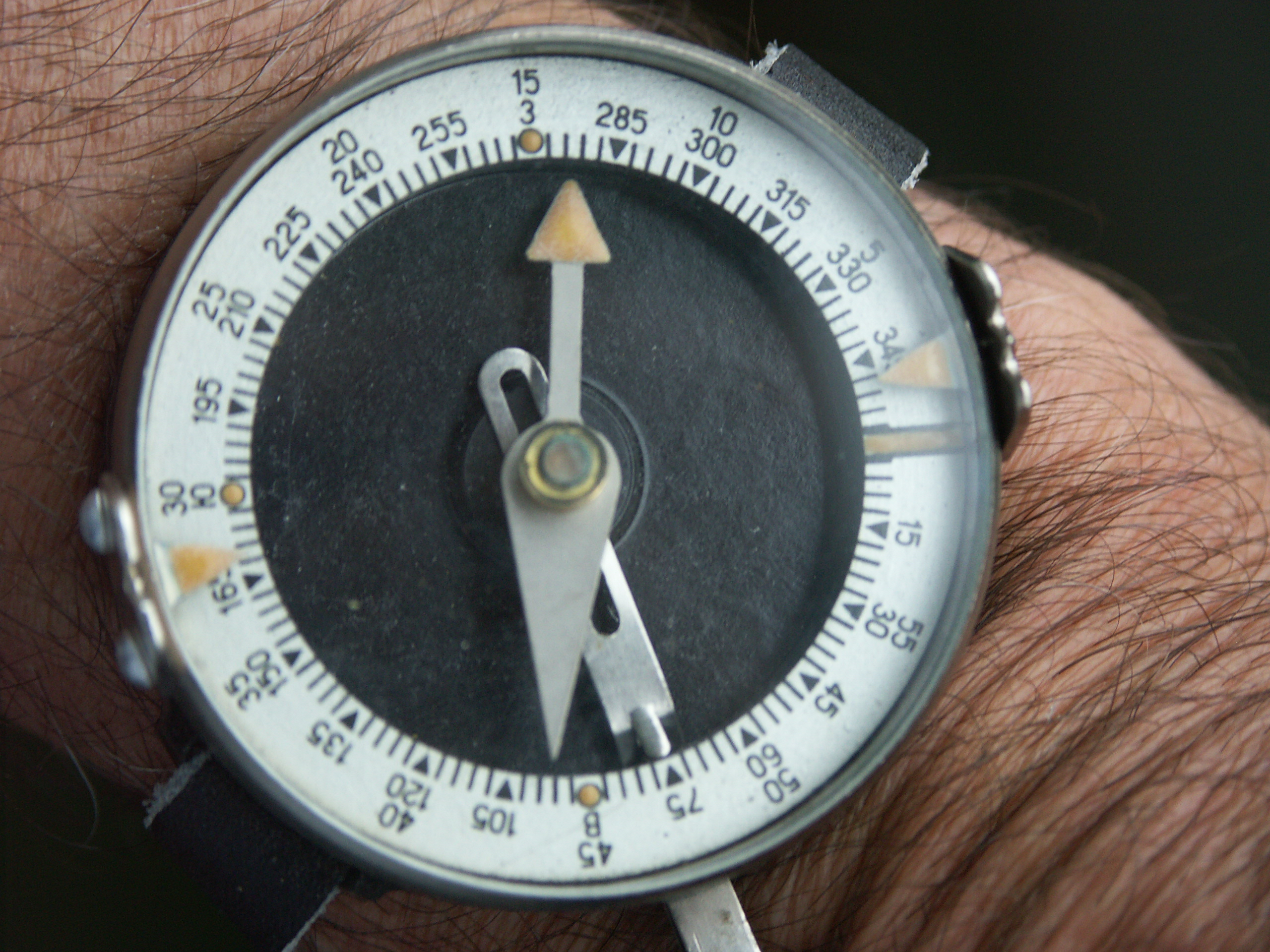
소련군인의 손목 나침반. 반시계방향의 방위를 사용하고 있다.

원래 나침반은 동서남북 4가지방향으로 표시되어 있다. 이후에 중국은 24개 유럽은 32개의 등간격 구간을 더 나누어 나침반의 지침면에 표시하였다. 이를 방위라고 한다. 현대에는 시계방향으로 한 바퀴를 360개의 동일한 구간으로 쪼갠 360도 체계가 사용되고 있다. 19세기에 유럽인들은 grad, grade 또는 gon이라고 부르는 체계를 사용하였다. 이는 직각을 100grads로 두어 한 바퀴를 400개의 구간으로 나눈 것이다. 또한 이를 10배로 다시 나누어 한바퀴가 4000decigrades가 되는 단위를 군대에서 사용하기도 했었다.
많은 수의 군사체계는 프랑스의 “millieme”체계를 사용하고 있다. 이는 라디안단위를 1000배한 것으로(1바퀴 당 6283milliradian). 이는 반지름이 1km이고 각이 1milliradian인 부채꼴의 호의 길이는 1m가 되기 때문에 계산에 편리하다는 이점이 있다. 러시아 황실은 원을 600개의 구간으로 나눈 체계를 사용하였다. 소련연방은 이를 10배 더 잘게 쪼개어 “mils”란 단위를 붙여 소련연방과 바르샤바 협정국, 동독일에서 사용되었다. 이 체계는 반시계방향으로 증가하며 아직도 러시아에서 사용되고 있다.

### 나침반 균형 맞추기
지구의 자기장이 균일하지 않고 위도에 따라서 변하기 때문에 지구 자기장 변화에 바늘이 기울어 바늘이 지침면과 만드는 마찰에 의해서 부정확한 방향을 알려주는 것을 방지하기 위해서 생산 시에 균형을 맞추는 것이 필요하다. 많은 나침반 생산자들은 5개의 구역에서 균형을 맞춘다. 첫 번째 구역은 북반구에서 시작하여 5개의 지역에 걸쳐 오스트레일리아까지 포함한다.
몇몇의 나침반들은 특별한 바늘을 이용하여 특정 지구 위치에서의 자기장 에서도 정확한 자북을 가리키도록 한다. 다른 나침반들은 '라이더‘라 불리는 작은 미끄러짐 균형 장치를 가지고 있다. 이 장치는 지구 장기장의 위치에 따른 변화에 의해서 바늘이 기우는 것에 반대의 힘을 가해주어 오차가 생기는 것을 방지한다.

### 나침반 오차수정

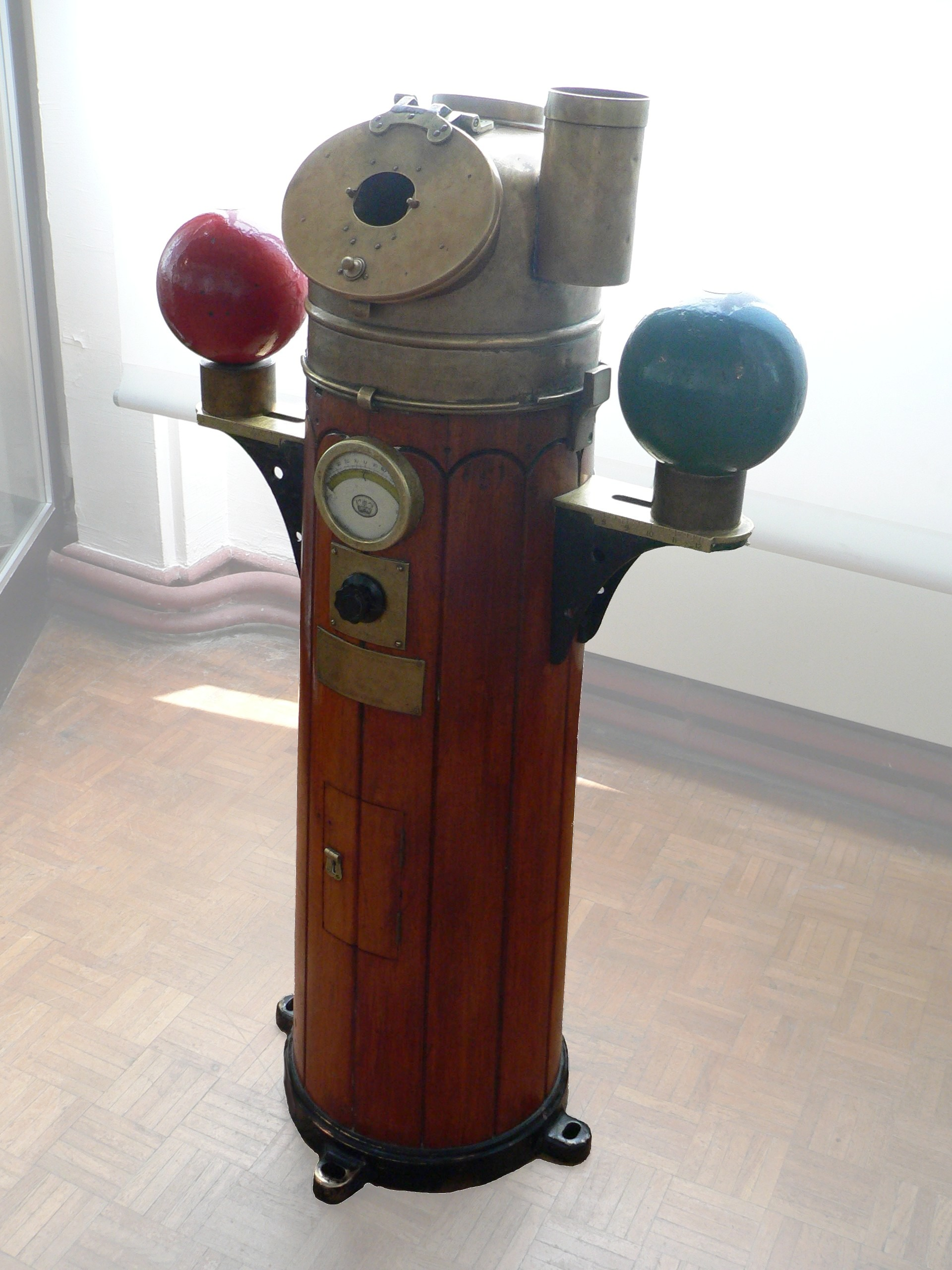
나침함을 내장한 배의 항해 조종 나침반. 두개의 철제 구로 강자성 물체에 의한 오차를 없애고 있다. 이 나침반은 박물관에 전시되어있다.

다른 자기장치들과 마찬가지로 나침반 또한 자성물질의 영향을 받는다. 나침반은 주변에 자성물질들을 예를 들어 자동차 모터, 전기 회로 주변에서 사용하면 그들이 만들어내는 자기장에 의해서 정확성이 떨어진다. 자동차나 트럭과 같은 이동수단에 의해서 나침반에 오류가 생기는 경우가 많다. 바다에서는 배의 나침반은 배의 금속들과 전자 장치들의 자기교란으로부터 나침반 기수방향(compass heading)과 자기 기수방향(magnetic heading)사이의 각도차가 생겨나는데 이를 자기편차라고 한다. 배가 흔들리면서 나침반이 회전하는 힘을 받아 방향이 틀어지는 오차가 발생하기도 한다. 이러한 나침반의 편차를 수정하기 위해서는 세 가지 방법이 있다. 첫 번째는 기수포기선 또는 방위 기선이라고 불리는 선을 이용하는 방법이다. 방위 기선이란 나침반 안쪽에 쳐 놓은 선으로 배의 이물 방향을 가리킴으로써 나침반의 오차를 수정할 수 있다. 두 번째로 영구자석에 의한 효과는 나침반의 내부에 장착되어 있는 작은 자석에 의해서 수정 될 수 있다. 세 번째로 나침반 주변의 강자성물질에 의한 오차는 두 개의 철로 만든 구를 나침함 양쪽에 장착함으로써 해결할 수 있다. 네 번째는 비슷한 과정으로 일반 항공 항공기의 나침반을 보정하는 데 사용된다. 이는 자기(磁氣) 나침반 자차(自差) 수정 카드를 나침반위 또는 아래에 장착하는 것이다. Flux gate라는 전자 나침반은 자동으로 이 조정을 하며 프로그램에 의하여 수정될 수 있다.

## 사용 방법

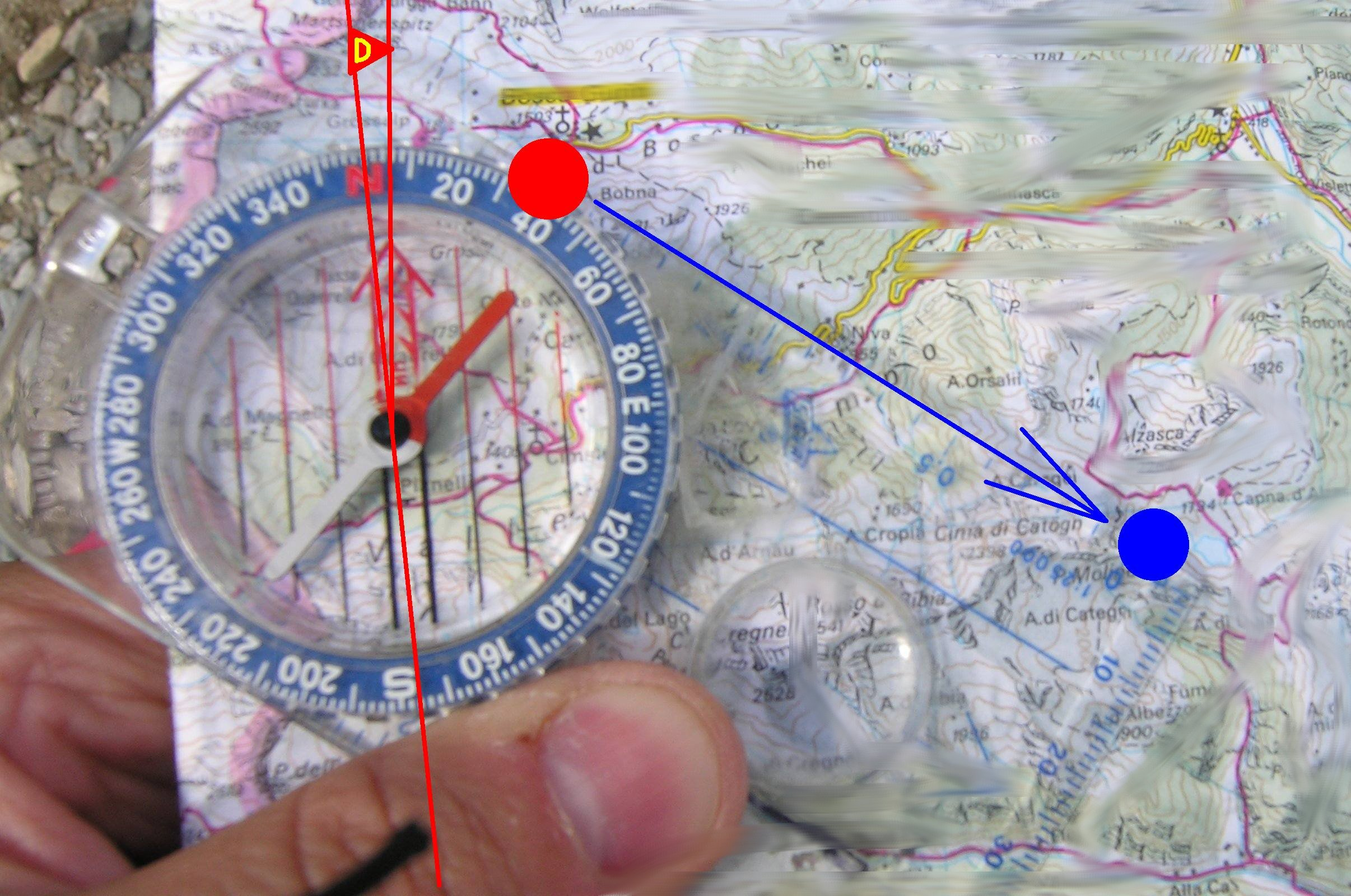
나침반의 기준틀을 지도에 맞춘다 (D - 지역의 자기 편각).

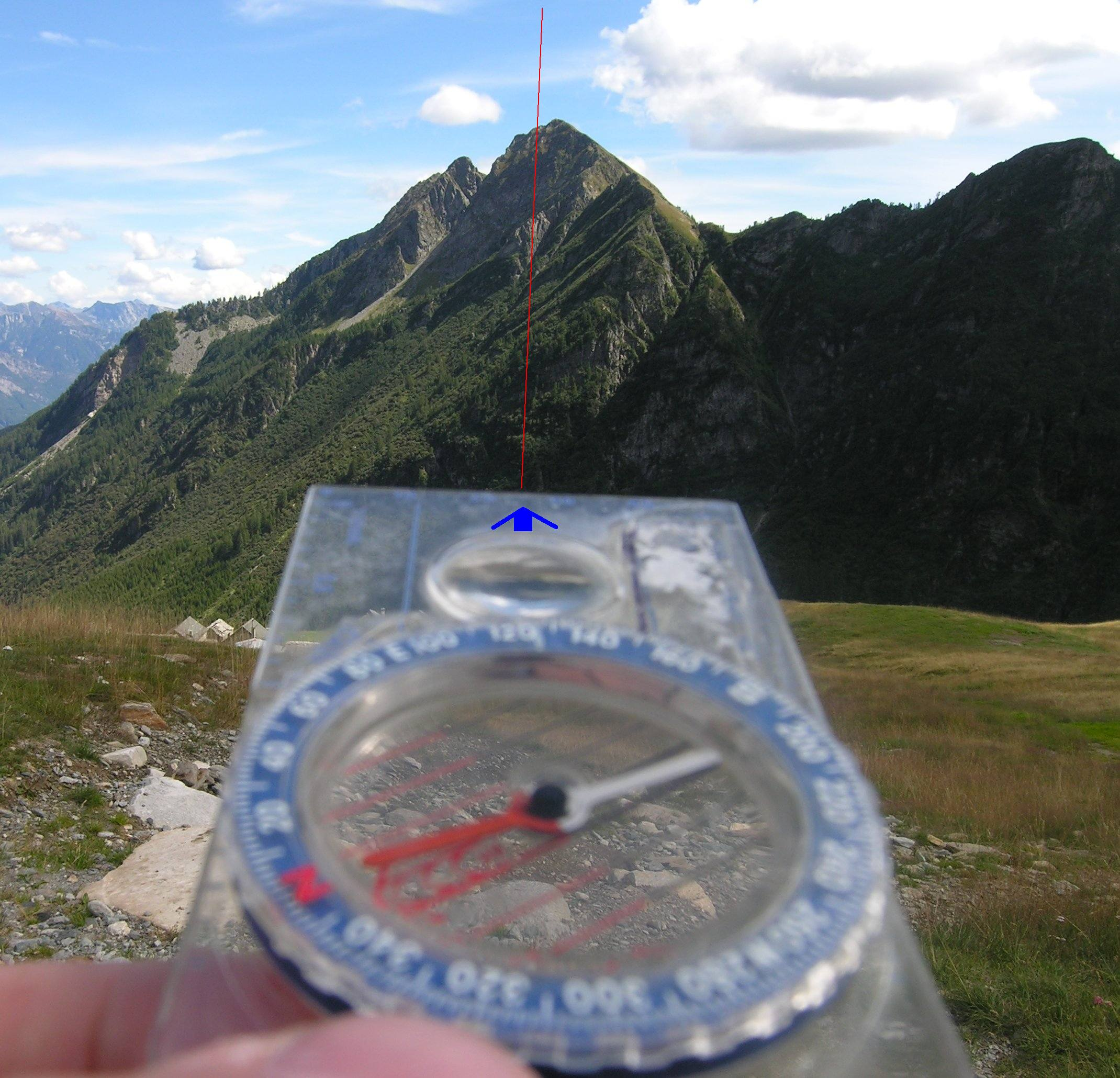
DOT를 이용하여 실제방위와 나침반의 방위의 차이를 보정하는 사진.

자기적 나침반은 지리적 북극에서 대략 100마일 정도 떨어진 자북극을 가리킨다. 이 나침반의 사용자는 자북극을 찾아 편차와 자차를 보정하여 북쪽을 결정할 수 있다. 편차는 자극들 사이에서 북극의 실제 지리적 방향과 자오선의 방향사이의 각도로 정의 된다. 대부분의 대양의 편차 값들은 1914년에 계산되어 공식으로 정해졌다. 자차는 나침반이 금속이나 전류에 의해 발생하는 자기장에 반응하는 것을 말한다. 이는 나침반의 위치를 잘 조정하거나 나침반 아래 보완 자석의 위치를 조절함으로써 보정될 수가 있다. 항해사들은 이러한 측정법이 자차를 완전히 제거시킬 수 없다는 것을 예전부터 알고 있었다. 그래서 그들은 그들이 알고 있는 자기방위를 이용해 나침반의 방위를 측정하는 단계를 추가적으로 실행하였다. 그 후 그들은 배를 그 다음 나침반 눈금에 맞추고 다시 측정하여 결과들을 도식화하였다. 이러한 방법으로, 그 지역들을 항해하기 위해 나침반을 사용할 때 찾아 볼 수 있는 보정표가 만들어질 수 있었다.
항해사 같은 전문인들은 정확한 측정에 대해 신경을 써야하지만, 일반 사람들은 자북극과 실제 북극(지리적 북극)의 차이를 우려할 필요가 없다. 자기적 편차가 극심한 지역을 제외하면, 어떤 사람이 자신이 예상한 거리와는 다른 방향으로 걸어가는 것을 방지할 수 있다. 여행한 거리(시간 혹은 속도)와 자기 방위를 정확히 기록하면, 그는 여행한 길을 모두 그릴 수 있고 시작점으로 스스로 돌아 올 수 있을 것이다.

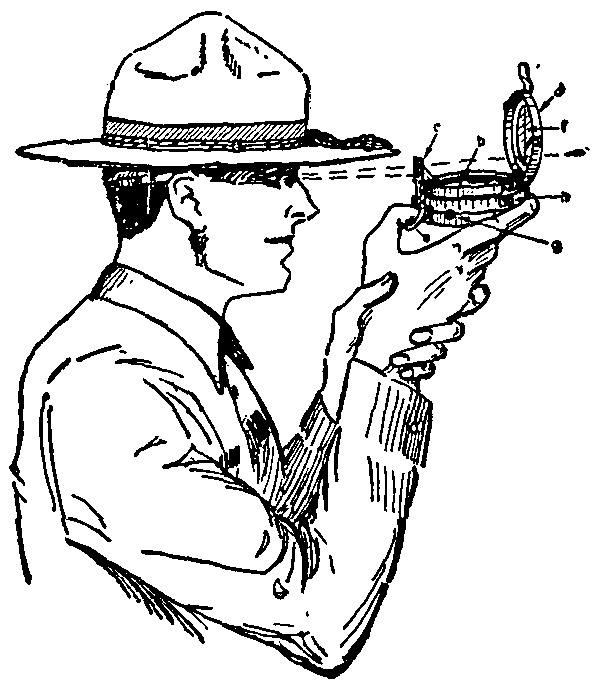
방위각을 알아내기 위해 프리즘 나침반을 사용하는 모습.

지도(영토 협회)와 결합된 나침반 항해는 다른 방법을 요구한다. 각도 나침반을 사용하여 목적지로 도달하는 지도 방위나 실제 방위(자북극이 아닌 실제 북극을 가르킴)를 얻기 위해, 나침반의 가장자리는 목적지와 현재 위치의 연결을 위해 지도에 달려있다. 나침반 다이얼의 밑에 있는 방향기선은 실북극과 나란히 하기 위해 나침반 바늘은 완전히 무시하고 경도에 표시된 선(혹은 지도위의 지평선)과 일직선이 됨으로써 회전한다. 실제 방위나 지도 방위의 결과는, 목적지를 향한 방위각으로써 뒤따르는 지표의 각도나 DOT 선에서 읽혀질 것이다. 만약 자북극 방위나 나침반 방위가 필요하다면, 나침반은 지도와 나침반 둘 모두의 조화를 위해 방위를 사용하기 전에 자기편차의 양에 의해 조정될 것이다. 예를 들어, 지도 위에서 목적지로 두 번째 사진의 큰 산이 선택되었다. 이 때 나침반은 지역적 자기 편차를 위해 스케일을 조정하게 둘 것이다. 만약 올바로 보정된다면, 나침반은 자기 방위 대신 실제방위를 제공할 것이다.
현대 손바닥 크기의 각도 나침반은 바닥판에 항상 DOT 바늘을 갖고 있다. 사용자의 항로나 방위각의 진행을 살펴보기 위해, 혹은 물체가 진짜 목적지를 향하고 있는지 확실히 하기 위해, 새로운 나침반 읽기 방법이 눈으로 볼 수 있는 목표물에 도입되었다. 바닥판에 있는 DOT 바늘이 목표물을 향해 가리킨 후에, 나침반은 캡슐 안에서 나침반 바늘이 DOT 바늘 위에 겹쳐지게 한다. 그 결과로 나타난 방위는 목표지점을 향한 자기 방위이다. 또다시, 사용자가 실제 방위 혹은 지도 방위를 사용한다면, 그리고 나침반이 자동제어나 선 보정 기기가 없다면, 사용자는 자기방위를 실제 방위로 전환시키기 위해서 추가적으로 자차를 더하거나 빼야한다. 자차의 정확한 값은 편차가 주로 지도나 온라인의 다양한 사이트에서 얻을 수 있는 것 일지라하더라도 장소 의존적이고 시간대에 따라 다양하다. 만약 여행자가 올바른 길을 따라 가고 있다면, 나침반의 올바른 (실제) 지시 방위는 지도에서 얻은 실제 방위와 거의 일치한다.
이는 나침반을 읽을 때 오차를 만들어 낼 것이다. 바늘이 편평하게 잘 놓여 있는지를 보기 위해 바늘을 가까이서 보아야 하고, 바늘이 자유롭게 이리 저리 흔들리는지, 바늘이 나침반의 케이스와 부딪히지 않는지 보기 위해 살짝 기울여보아야 한다. 만약 바늘이 한 방향으로 기울면, 바늘이 수평으로 길게 될 때까지 반대 방향으로 조심스럽게 살짝 기울여 보아라. 나침반 주위에 놔둘 물건으로 피해야 할 것은 자석과 전자기기들이다. 전자기기로부터 나오는 자기장은 바늘이 지구의 자기장을 향해 가리키지 못하도록 방해를 하며 손쉽게 망가뜨린다. 지구의 자연적 자성은 0.5 가우스로 상당히 약하고, 가전제품들의 자기장은 그를 초과하며 나침반 바늘을 제압한다. 강한 자석이나 자성을 띠는 방해요인에 노출되는 것은 가끔 자북극을 가리키는 바늘이 다른 곳이나 완전 반대를 가리키게 만든다. 나침반을 쓸 때에는, 자철석처럼 자성을 띠는 미네랄을 포함한 바위와 같은 철이 풍부한 곳은 피하라. 이는 모든 자성을 띠는 미네랄 함유 바위를 말하는 게 아니라 어두운 표면과 금속광택을 가진 바위를 말한다. 바위나 지역이 나침반을 방해하는지를 알아보려면, 그 지역으로부터 나와 바늘이 움직이는지를 보면 된다. 만약 움직인다면, 바위나 지역이 나침반에 방해를 일으키고 있다는 것을 의미하며 그 자리를 피해야한다.

## 같이 보기
- 자기장
- GPS